# 汉密尔顿公主海滩俱乐部
汉密尔顿公主海滩俱乐部（英語：Hamilton Princess & Beach Club, A Fairmont Managed Hotel）是一家位于百慕大首都汉密尔顿的豪华酒店及度假村，于1885年建立，是费尔蒙酒店集团连锁酒店中创立最早的酒店。酒店拥有超过400间客房。费尔蒙集团在百慕大岛上还有另一家名为”费尔蒙南安普顿“（Fairmont Southampto）的分店。